# شعار سوريا
شعار الجمهورية العربية السورية يتمثل بعقاب ذهبي اللون رمزي متجهًا رأسه إلى اليسار ، تعلوه ثلاثة نجوم خماسية الرؤوس موضوعة في قوس فوق رأسه. يحتوي العقاب على 14 ريشة، ترمز إلى محافظات البلاد الأربع عشرة. تم تحديث الرمز الوطني في فعالية أقيمت في 3 يوليو 2025 لتحديث هوية سوريا البصرية.

اتخذت الجمهورية السورية منذ تأسيسها في 14 مايو 1930، عدة شعارات، وإن كانت متشابهة إلى حد ما في تركيبها - اذ كانت عبارة عن عقاب (صقر قريش) ذهبي اللون في وسطه ترس عربي منقوش عليه العلم الرسمي، مع سنبلتي قمح، ويمسك العقاب بمخالبه شريطًا مكتوبا عليه بالخط الكوفي «الجمهورية العربية السورية».

## الشعار الجديد

شعار سوريا الجديد

في عام 2025، كشفت الحكومة السورية عن شعار جديد للدولة، يُجسِّد العقاب الذهبي، في خطوة تهدف إلى تحديث الهوية البصرية لسوريا، والتخلّص من رموز الحقبة السابقة.
وقد شارك في تصميم الشعار فريق من 40 مصمماً سورياً من أكثر من 30 دولة، تحت إشراف وزارة الإعلام، بعد بحث تاريخي واجتماعي استمر نحو شهرين، ساهم في اختيار العقاب رمزاً بصريًا جامعًا يعتمد أسلوب التصميم البسيط والتجريدي، تماشياً مع المعايير البصرية الحديثة، والشعار مستوحى من رموز الحضارات السورية القديمة .
يمثل العقاب طائراً نبيلاً ومستقلاً، يُعبّر عن الكرامة والعزّة والصمود، بينما يرمز اللون الذهبي إلى الرفعة والسيادة. وقد تم توجيه رأس العقاب نحو اليسار، بعكس الشعار السابق الذي كان يتجه يميناً كما يراه الناظر.
يحمل الشعار 14 ريشة على جناحي العقاب، ترمز إلى المحافظات السورية، و5 ريشات في الذيل ترمز إلى المناطق الجغرافية الكبرى (الشمالية، الشرقية، الغربية، الجنوبية، الوسطى).
وتعلو العقاب ثلاثة نجوم خماسية الرؤوس موضوعة في قوس فوق رأسه ترمز إلى العلم السوري وإلى الشعب، ويدل مكانها المرتفع على أن السلطة في خدمة الشعب، وليس العكس.
وجاءت هذه الخطوة في تصميم بصري شامل جديد للهوية البصرية للدولة تمثل بداية جديدة وفصلاً عن إرث النظام السابق اذ جرى تكليف الفريق نفسه بتصميم العملة الجديدة وبعض الوثائق الرسمية الأخرى. 
وقد شهدت سوريا مساء الخميس 3 يوليو 2025 حفلاً رسمياً وشعبيا لإشهار الهوية البصرية الجديدة للدولة السورية. 

## تاريخ شعارات سوريا

### الشعار في عام 1945
وفقاً للمرسوم رقم 158 تاريخ 6/3/1364هـ-18/2/1945م والمنشور في الجريدة الرسمية: يتألف شعار الجمهورية السورية من ترس عربي في وسطه ثلاث نجوم هي نجوم العلم السوري ويحضن الترس عقاب مستمد من التاريخ العربي، إذ كانت راية قريش في الجاهلية وراية خالد بن الوليد عند فتحه دمشق. ويحيط بالترس ثلاثة خطوط وفي أسفل الترس سنبلتان قمح يرمزان إلى محصول البلاد الأول وطابعها الزراعي، وقد أمسك العقاب بمخالبه شريطاً كتب عليه بالخط الكوفي «الجمهورية السورية»، فمفهوم القومية العربية لم يكن قد تبلور بعد.

شعار الجمهورية السورية (1945)

#### ألوان الشعار
يكون العقاب حديدي اللون وتُحلي أجنحته خطوط فضية وذهبية، أرياش الذيل غير مترابطة..والرأس نحو اليمين، أما أرياش الأجنحة متلاصقة ولكن نافرة وبأطوال محتلفة.وأما الترس فتحلّيه ثلاث نجات حمر على خلفية فضية، ويحيط بالترس ثلاثة خطوط هي الأخضر فالأبيض فالأسود ابتداء من الداخل إلى الخارج وتمثل ألوان العلم السوري، وأما السنبلتان فهما بلون القمح الطبيعي.

#### مصمم الشعار
الشعار من تصميم الفنان خالد العسلي وهو دبلوماسي سوري وفنان تشكيلي، والده شكري العسلي أحد شهداء 6 أيار 1916. ولد سنة 1915، مارس الرسم الكاريكاتوري الصحفي، توفي 1990.

### الشعار أثناء الوحدة مع مصر
وفقاً للقانون رقم 190 لعام 1958: يتمثل شعار الجمهورية في نسر زخرفي، مأخوذ عن «نسر صلاح الدين الأيوبي» وقد وقف مرتكزاً على قاعدة كتب عليها بالخط الكوفي «الجمهورية العربية المتحدة» كما نُقش فوق صدره درع يمثل «علم الجمهورية».

شعار الجمهورية العربية المتحدة (1958-1961).

والحقيقة أن الطائر المعتمد هو نفسه الذي وجد على أسوار القلعة في مدينة القاهرة ومن هنا جاء النسب لصلاح الدين، مع أن هذا الطائر صقر وليس نسراً إذا أردنا توخي الدقة [بحاجة لمصدر]، وقد أثيرت هذه النقطة من قبل بعض السوريين المحافظين الذين رفضوا اعتماد شعار مصر بدايةً بسبب تمثيله لنسر باعتباره آكلاً رمياً، ليتم تجاهل هذه الملاحظة فيما بعد.

### العودة إلى الشعار السوري بعد الانفصال
في 28 أيلول عام 1961 حدث الانفصال بين سورية ومصر، وعادت الجمهورية العربية السورية المعلنة إلى اتخاذ شعار الجمهورية السورية «العُقاب» المصمم عام 1945، وفيما يلي نص المرسوم التشريعي المنشور في الجريدة الرسمية، العدد 1، تاريخ 5 تشرين الأول 1961:
المرسوم التشريعي رقم 2 الصادر بتاريخ 30/9/1961:
1- العلم الوطني للجمهورية العربية السورية هو علم الجمهورية السورية.
2- شعار الجمهورية العربية السورية هو شعار الجمهورية السورية.

### شعار الجمهورية العربية السورية عام 1969
وفقاً للمرسوم رقم 394 تاريخ 10/2/1969: يعدل شعار الجمهورية العربية السورية المعمول به بموجب المرسوم رقم 158 تاريخ 18/2/1945 وفق النموذج المرفق:

#### أوصاف الشعار
ترس عربي وسطه ثلاثة نجوم خضراء ويحتضن الترس عُقاب ويحيط به ثلاثة خطوط وفي أسفل الترس سنبلتا قمح وقد أمسك العُقاب بمخالبه شريطاً كتب عليه بالخط الكوفي الجمهورية العربية السورية.

#### ألوان الشعار
يكون العُقاب حديدي اللون وتحلِّي أجنحته خطوط فضية وذهبية وأما الترس فتحلِّيه ثلاث نجوم خضر على حصيرة فضية وتحيط بالترس ثلاثة خطوط هي الأحمر فالأبيض فالأسود ابتداء من الخارج إلى الداخل وأما السنبلتان فهما بلون القمح.

### الشعار أثناء قيام اتحاد الجمهوريات العربية عام 1972
أضيف العقاب شعار سورية المتخذ عام 1945 إلى علم اتحاد الجمهوريات العربية عام 1972

شعار اتحاد الجمهوريات العربية(1972)

الدكتور والعميد المتقاعد «أديب الشعار» يتحدث عن معاني هذا الشعار بالقول: «يتمتع العقاب بالأنفة والشجاعة وهو سيد قومه من الطيور والجوارح، مسكنه رؤوس الجبال، وقد فضّل الأجداد العقاب على النسر لأنه لا يأكل إلا من صيده ولا يقرب الجيف، وعلى الرغم من حب العرب الشديد للصقر وتهجينهم له إلا أنهم لم يعتمدوه رمزاً لهم لما يشاع عن الصقر من عدوانية، فكان اعتماد العقاب رمزاً لأنه يمثل الشجاعة غير العدوانية، وعندما اعتمدوا «العقاب» رمزاً لسورية ميزوا بينه وبين النسر من خلال رسم العقاب فاردا جناحيه بينما رسموا النسر ضاماً جناحيه، وحاول علماء الطيور التمييز بينهما فقالوا إن النسر لا يوجد له ريش عن رقبته».
يذكر بأن إشكالية خلط بعض الناس بين «النسر» و«العقاب» بما يخص شعار الجمهورية العربية السورية جاء إثر الوحدة مع مصر، حيث كان النسر يمثل شعاراً للجمهورية العربية المتحدة، وبعد الانفصال عادت «سورية» إلى شعار «عقاب سوريا» وبقي اسم النسر دارجاً على ألسنة الناس.

### الشعار بعد العام 1980

شعار الجمهورية العربية السورية بين عامي 1980 و2024

بعد تعديل علم سورية ليصبح ذات علم الجمهورية العربية المتحدة تم اعتماد شعار جديد من خلال اعتماد القانون رقم 37 الصادر بتاريخ 21 حزيران / يونيو 1980 بعد إقراره من قبل مجلس الشعب بتاريخ 17 حزيران/ يونيو 1980 ونشر في الجريدة الرسمية عدد 26 لعام 1980.

### شعار الحكومة الانتقالية 2024

شعار الجمهورية العربية السورية بين عامي 2024 و2025

عدلت الحكومة الانتقالية في الشعار السابق وجعلت رأسه متجها إلى اليسار واستبدلت العلم بعلم الثورة بعد سيطرة المعارضة المسلحة على العاصمة دمشق. واستمر هذا الشعار حتى إطلاق الهوية البصرية للدولة السورية في 3 يوليو 2025 .

## صور الشعارات الرسمية في سوريا

المملكة العربية السورية (1919–1920)
الجمهورية السورية الأولى (1945–1958)
الجمهورية العربية المتحدة (1958–1961)
الجمهورية السورية الثانية (1961–1963)
سوريا إبان حكم حزب البعث (1963–1972)
سوريا إبان حكم حزب البعث (1972–1980)
سوريا إبان حكم حزب البعث (1980–2024)
الحكومة الانتقالية السورية 2024 (2024–2025)
الجمهورية العربية السورية (2025 — الحالي)